# 570-ih pr. Kr.
1. tisućljeće pr. Kr.
◄ | 7. stoljeće pr. Kr. | 6. stoljeće pr. Kr. | 5. stoljeće pr. Kr.► | 
◄ | 600-ih pr. Kr. | 590-ih pr. Kr. | 580-ih pr. Kr. | 570-ih pr. Kr. | 560-ih pr. Kr. | 550-ih pr. Kr. | 540-ih pr. Kr. | ►
579. pr. Kr. | 578. pr. Kr. | 577. pr. Kr. | 576. pr. Kr. | 575. pr. Kr. | 574. pr. Kr. | 573. pr. Kr. | 572. pr. Kr. | 571. pr. Kr. | 570. pr. Kr.

## Glavni događaji
- 578. pr. Kr. - Servije Tulije nasljeđuje ubijenog Lucija Tarkvinija Priska kao šesti kralj Rima.
- 575. pr. Kr. - Izgrađene Ištarine dveri i zid prijestolne dvorane u Babilonu.
- 575. pr. Kr. - Bitka kod Yanlinga u Kini, gdje je vojska države Jin porazila snage države Chu, u drevnoj provinciji Henan.
- 575/550. pr. Kr. - Počinju se graditi hramovi i javne zgrade u Rimu. Izgrađen je veliki Jupiterov hram na Kapitolu.
- 573. pr. Kr. (tradicionalni datum) - Osnovane Nemejske igre u Nemeji, u Grčkoj.
- 572. pr. Kr. - Umire Zhou Jianwang, kralj kineske dinastije Zhou.
- 571. pr. Kr. - Zhou Lingwang postaje kralj kineske dinastije Zhou.
- 570. pr. Kr. - Amasis II. nasljeđuje Apriesa kao kralj Egipta.
- 570. pr. Kr. (procjena) - Klitija i Ergotim izrađuju vazu François.

## Istaknute ličnosti
- 580/572. pr. Kr. - Na Samosu rođen je Pitagora, grčki matematičar.
- 576. pr. Kr. (procjena) - Rođen Kir Veliki, kralj Anšana i osnivač Perzijskoga carstva.
- Ergotim - grčki keramičar.
- Klitija - grčki slikar.